# NGC 936
NGC 936 je galaksija u zviježđu Kit.

## Vanjske poveznice
- SEDS: NGC 936